# جيورجيو لوكينتي
جيورجيو لوكينتي (بالإيطالية: Giorgio Lucenti)‏ (19 سبتمبر 1975 برغوس في إيطاليا - ) هو لاعب كرة قدم إيطالي في مركز الوسط. لعب مع نادي إمبولي ونادي باليرمو ونادي بياتشينزا ونادي روما ونادي فروسينوني ونادي كاتانيا ونادي كالياري ونادي مانتوفا ونادي نابولي و ونادي بوتنزا وUSD Atletico Catania ‏ وUSD Ragusa 2014 ‏.

## روابط خارجية
- جيورجيو لوكينتي على موقع قاعدة بيانات كرة القدم.إي يو (الإنجليزية)
- جيورجيو لوكينتي على موقع Soccerway.com (الإنجليزية)